# Albura
La albura es la parte joven de la madera, corresponde a los últimos anillos de crecimientos del árbol, producidos por el cámbium vascular en el tallo de una planta, que corresponde al único xilema funcional. La albura suele ser de un color más claro. También se la llama sámago.

Anatomía del leño:
1. Médula
2. Duramen
3. Albura
4. Cámbium
5. Floema
6. Corteza.

## Anatomía
Es la parte del leño del árbol que se encuentra por debajo de la corteza, lo que incluye los anillos de crecimiento más recientes. Es más clara, menos densa, más permeable y contiene más humedad que el duramen. Aunque una clara mayoría de sus células están muertas, contiene células que permanecen fisiológicamente activas (células de parénquima). Contribuye a las funciones de soporte estructural, conducción ascensional de savia y de almacenado de material de reserva. La muerte del parénquima provoca la transformación de la albura a duramen, fisiológicamente muerto, en el centro del tronco.

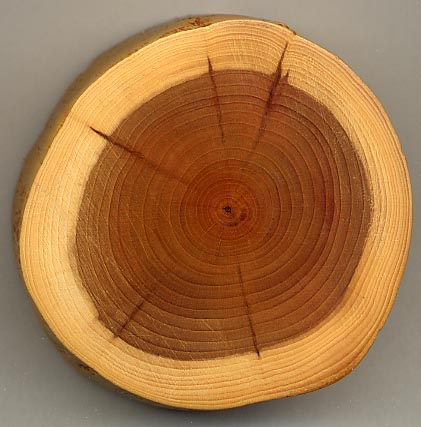
Corte trasversal de un tronco de tejo común, en el que se pueden ver muy bien 27 anillos de crecimientos, el duramen (el leño oscuro) y la albura (el leño claro).

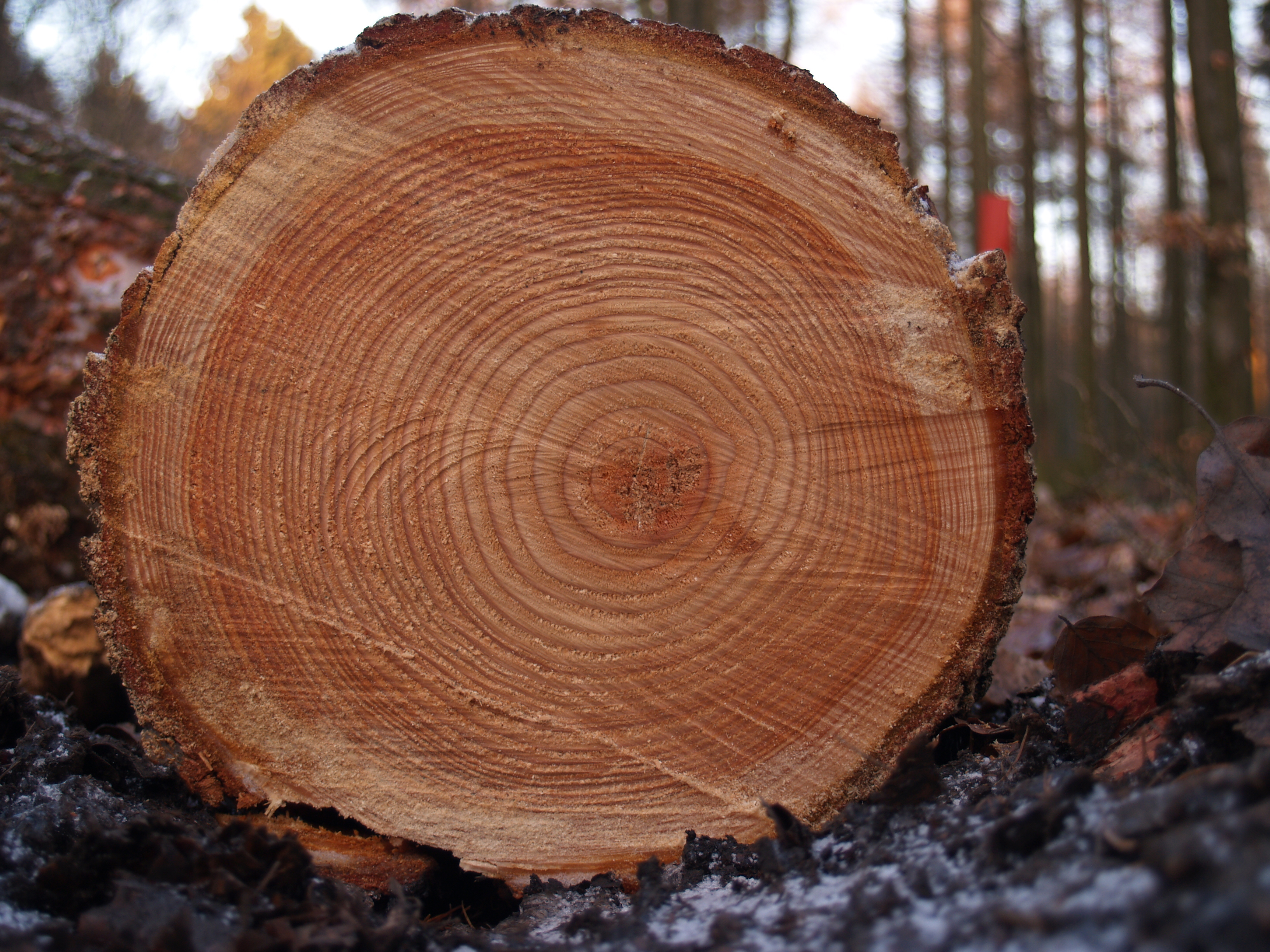
Corte trasversal de un tronco de Pinus sylvestris, donde el alburno (el leño un poco más claro) y el duramen se pueden distinguir con menor facilidad que en le leño de tejo común.

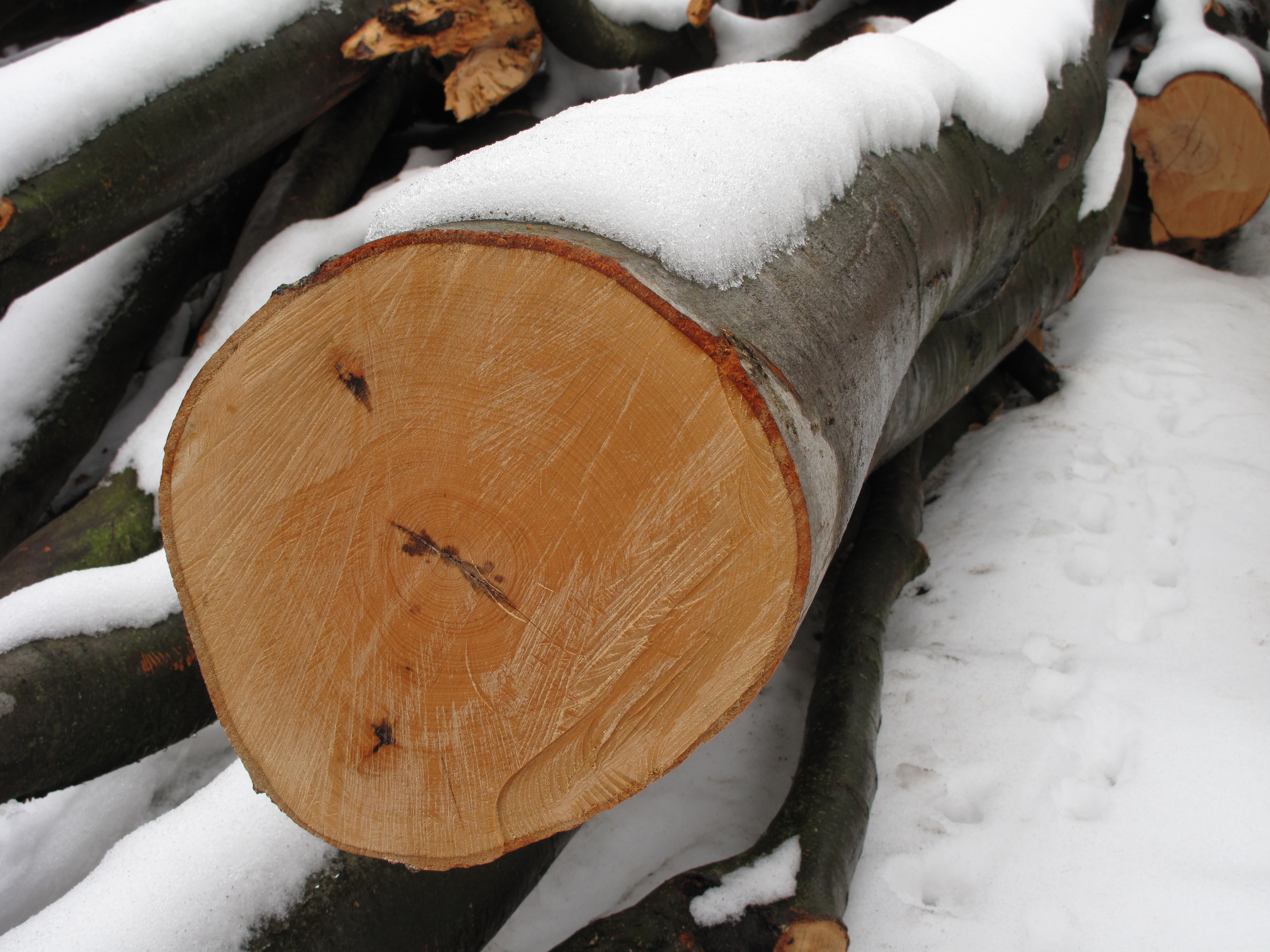
Corte trasversal de un tronco de haya, en el que el duramen y la albura casi no se pueden distinguir.

## Importancia industrial
Desde el punto de vista de la industria de la madera, y especialmente de la carpintería, la albura es un factor a tener muy en cuenta en cada una de las maderas, tanto es así que en cualquier informe técnico sobre cualquier especie lo primero que se refiere es al color del duramen (parte central del tronco) y a la albura; hay algunas maderas que si su albura fuera más resistente serían mucho más apreciadas, ya que la albura normalmente no sirve para trabajarla o bien se pudre antes, e incluso suele tener un color completamente diferente, que es casi siempre blanco.